# ازجور الترکی
ازجور الترکی (عربی: أزجور التركي) فرمانروای مصر در دوران خلافت عباسی بود.